# Portmeirion

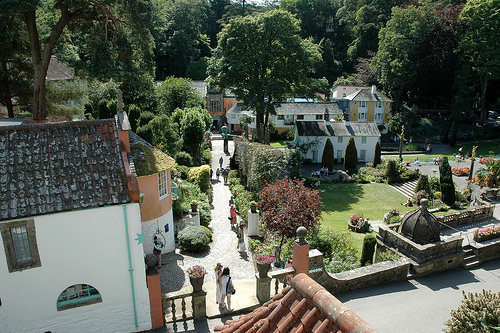
La piazza del villaggio di Portmeirion.

Portmeirion è un villaggio turistico del Regno Unito, facente parte della contea gallese di Gwynedd.
Il villaggio, in stile palladiano, è stato più volte utilizzato per riprese cinematografiche e televisive e assurse alla notorietà come set della serie televisiva cult Il prigioniero, andata in onda negli anni sessanta.

## Storia
Progettato da Sir Clough Williams-Ellis, che ha affermato di essersi ispirato ai villaggi del Mediterraneo, è stato costruito tra il 1925 e il 1975, incorporando resti di vecchi palazzi demoliti, a creare un collage di stili particolari più volte citato come esempio di molti lavori del postmodernismo in architettura.

## Turismo
Di proprietà di un fondo no profit, viene utilizzato come hotel, con la maggior parte delle costruzioni adibite a stanze, o a cottage indipendenti, nello stile delle stanze degli ospiti de Il prigioniero.
Resti di un castello medievale ("Castell Deudraeth") si trovano nel bosco che circonda il sito principale del villaggio.